# Protexarnis degeniata
Protexarnis degeniata är en fjärilsart som beskrevs av Hugo Theodor Christoph 1877. Protexarnis degeniata ingår i släktet Protexarnis och familjen nattflyn. Inga underarter finns listade i Catalogue of Life.